# 井戸真伸
井戸真伸（いど まさのぶ）は、日本のプロダクトデザイナー。
主に地場産業のプロダクトデザインを行っている。近年はフィンランドとの繋がりを強め、アールト大学（旧名ヘルシンキ芸術デザイン大学）客員教授、アラビア・アートデパートメント客員アーティストなどを歴任している。

## 略歴
- 1994年　愛知県立芸術大学美術学部 デザイン・工芸科 デザイン専攻卒業
- 1999年　delicious@design設立
- 2009年　文化庁新進芸術家海外研修員
- 2009年　ヘルシンキ芸術デザイン大学（現アールト大学）客員教授
- 2009年　アラビア・アートデパートメント客員アーティスト

## 受賞歴
- 1995年　土鍋デザインコンペ　三重県知事賞
- 1995年　日本茶茶器国際デザインコンペ　奨励賞
- 1995年　国際デザインフェアMIYAGI　審査員特別賞
- 1996年　世界炎博ストリートファニチャーデザインコンペ　第3位
- 1998年　第6回テーブルウェア大賞展　最優秀賞
- 1998年　第5回国際陶磁器展美濃陶磁器デザイン部門　アラン・チャン賞
- 1998年　高岡クラフトコンペ　黒木靖夫賞
- 2002年　第6回国際陶磁器展美濃陶磁器デザイン部門　銅賞
- 2005年　国際デザイン年鑑収録（イギリス）
- 2005年　第3回世界陶磁ビエンナーレ（韓国）生活部門　金賞
- 2005年　第7回国際陶磁器展美濃陶磁器デザイン部門　グランプリ・金賞
- 2006年　CCDOデザインアウォード受賞
- 2007年　第4回世界陶磁ビエンナーレ（韓国）生活部門　特別賞
- 2009年　愛知県芸術文化選奨文化新人賞

　　　　　　 現在28シリーズが国内外美術館のコレクションとなっている

## 主な活動
- 1994年　世紀を越えるクラフト展　招待出品
- 1996年　TARENTE（ドイツ）招待出品
- 2002年　From the rising sun（ベルギー）招待出品
- 2003年　第2回世界陶磁ビエンナーレ（韓国）デザインワークショップ招待
- 2003年　デザイナーによる用と美のプロダクト展　招待出品
- 2003年　ソニー・エコプロジェクト
- 2006年　国際デザイン年鑑記念展（フランス）招待
- 2007年　Masanobu Ido展（岐阜県現代陶芸美術館）
- 2008年　東海現代陶芸の今展　招待出品
- 2008年　International Design Casa（イタリア）招待出品
- 2009年　陶磁器×デザイン展　ディレクション
- 2009年　イッタラ社及びアラビアブランドへのデザイン
- 2010年　UNESCO Showcase（韓国）招待出品